# Frans du Mée

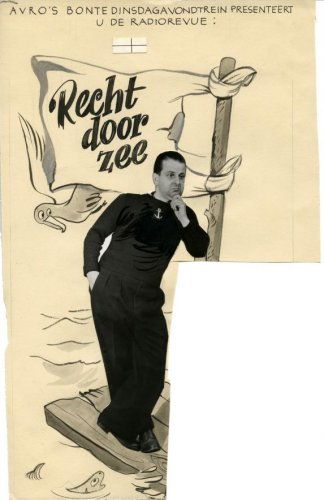
Frans du Mée

Franciscus Elisa (Frans) du Mée (Amsterdam, 11 februari 1910 - Boxmeer, 27 maart 1968) was een Nederlandse acteur, zanger, liedjesschrijver en cabaretier. Aan het begin van de Tweede Wereldoorlog maakte hij deel uit van het gezelschap van Lou Bandy. Toen Bandy niet meer mocht optreden na het belachelijk maken van Seyss-Inquart in 1942, ging Frans door met zijn eigen Gezelschap du Mée. 
Hij was gehuwd met zijn nicht, de atlete Bep du Mée die na de oorlog ook met hem optrad onder het pseudoniem Ellen Castell. Hij heeft onder meer opgetreden in Carré. Onder anderen Mieke Telkamp heeft bij hem in het voorprogramma gestaan. Hij leeft voort in de liedjes Vakantie in Tirol en Daar waar die molens staan, die nog in het repertoire van vrijwel elk draaiorgel voorkomen. Hiervan is de muziek geschreven door Guus Jansen. Het minder bekende lied "Rhenen, een schatje van een stadje" (lokaal wel geliefd) kreeg muziek van Wim Poppink.
Ook schreef hij rond 1960 een column in Panorama onder de kop De Nieuwste. In 1962 heeft hij met enkele andere artiesten in Nieuw Guinea voor de Nederlandse troepen opgetreden.